# Yusuf Lule
Yusuf(u) Kironde Lule (10 april 1912 - 21 januari 1985) was een Oegandees politicus en tussen 13 april en 20 juni 1979 president van zijn land. Hij volgde dictator Idi Amin op, nadat deze door Tanzaniaanse troepen was verjaagd.
De Oegandese regering stelde onder zijn presidentschap een ministerieel bestuurssysteem op en creëerde een quasi-parlementair systeem dat bekendstond als de National Consultative Commission (NCC). In juni 1979, nadat een dispuut was ontstaan over de verlenging van Lule's presidentiële macht, werd hij door de NCC afgezet en opgevolgd door Godfrey Binaisa.
Na zijn afzetting als president van Oeganda leidde Lule de Uganda Freedom Fighters (UFF), een rebellengroepering. Yusuf Lule overleed in 1985 aan een nieraandoening.
Edward Mutesa · Milton Obote · Idi Amin · Yusuf Lule · Godfrey Binaisa · Paulo Muwanga · Presidentiële commissie · Milton Obote · Bazilio Olara-Okello · Tito Okello · Yoweri Museveni